# 電腦娛樂分級機構
电脑娱乐分级機構（日语：コンピュータ エンターテインメント レーティング機構，縮寫：CERO），為日本一个专门对电子游戏进行分级的组织，用来指导消费者购买适合自己年龄的游戏。

## 现分级制度
CERO总共对游戏分为五个级别：
| 顏色 | 代表意義                   | 介绍 |
| ---- | -------------------------- | --- |
| 黑色 | -「A」適合全年齡           | 无任何受限内容，因此适合所有年龄段。 以前被评为“全年龄”的游戏都属于此类别。                                                   |
| 綠色 | -「B」適合12歲以上         | 游戏包含适合12岁以上人士的内容。曾被评为12的游戏都属于此类别。                                                                |
| 藍色 | -「C」適合15歲以上         | 游戏包含适合15岁以上人士的内容。曾被评为15的游戏都属于此类别。                                                                |
| 橘色 | -「D」適合17歲以上         | 包含成人内容。未满17岁之人须经父母同意始得购买此等级游戏。游戏包含适合于17 岁以上人士的内容。部分曾被评为18的游戏属于此类别。 |
| 紅色 | -「Z」只適合18歲以上成年人 | 包含强烈成人内容。 未成年人禁止购买和租赁。 游戏中饱含仅适合18岁以上人群的表情和内容。 部分曾被评为18的游戏就属于此类。       |

要注意的是，只有施行《青少年保護育成條例》的13個縣，才會按法例所規定，對Z級的販賣者進行年齡審查。其餘27個縣都是以自主審查的方式執行CERO的評級。實際上不少店舖不會發售Z級，甚至D級的遊戲。
除上面5種級別外，CERO還有3種較特殊的級別，這兩種並不需要顏色指定：
- 教育、資料庫：適用於在遊戲主機中推出的，沒有特別指定年齡層的對象的非遊戲類教育軟體和工具書。
- 審査預定/CERO規定適合：主要用於未發售的遊戲的宣傳物品（前者）/試玩版（後者）。表示該作品準備會取得CERO的正式級別。

| 顏色 | 代表意義     | 備註                                                                               |
| ---- | ------------ | ---------------------------------------------------------------------------------- |
|      | 教育、資料庫 |                                                                                    |
|      | 尚未进行审查 | 2003年追加，“审查预定”主要针对游戏发售前的宣传物，而“规定适合”则是主要针对试玩版。 |
|      | CERO規定適合 | 2003年追加，“审查预定”主要针对游戏发售前的宣传物，而“规定适合”则是主要针对试玩版。 |

游戏所使用的图标会标示在外包装上面，可以显著地被消费者所注意到。
另外，含有CERO的規定中所禁止的內容（例如性器官的描寫）的遊戲，CERO將不予評級，也就代表不能在主機發售。電腦軟體倫理機構所列的大部分成人向遊戲的內容，在CERO而言都是被禁止的。

### 内容图标
2004年4月，CERO定义了一些用于描述内容的图标，除“全年龄”/“教育、資料庫”外都要标示内部内容：
| 内容描述     | 对应的评级 |
| ------------ | ---------- |
| 爱情/浪漫    |            |
| 性内容       |            |
| 暴力         |            |
| 惊悚         |            |
| 酒精、烟草   |            |
| 赌博         |            |
| 犯罪         |            |
| 毒品         |            |
| 亵渎性语言等 |            |

## 旧的分级制度
- 全年龄
- 12岁以上
- 15岁以上
- 18岁以上

## 细节
- 第一款被定位为18岁以上的游戏为“死亡復甦”（Dead Rising）
- 因為市場定位的原因，大多数任天堂发布的游戏都被定为全年龄适合（A等），但近年起這個規制已經放寬不少（包括Z等遊戲在內的遊戲也有容許在旗下機種推出）。而實際上“教育、資料庫”這個非遊戲的特殊級別，除一小部分屬於PSP發行外，其他都在任天堂的機種發行。